# Sowiniec (województwo wielkopolskie)
Sowiniec – wieś w Polsce położona w województwie wielkopolskim, w powiecie poznańskim, w gminie Mosina.
Część wsi Sowiniec, należącej do starostwa mosińskiego, pod koniec XVI wieku leżała w powiecie kościańskim województwa poznańskiego. W latach 1975–1998 miejscowość położona była w województwie poznańskim.

## Zabytki
- pałac wybudowany według projektu Jakuba Kubickiego w stylu klasycystycznym.